# Wetumpka

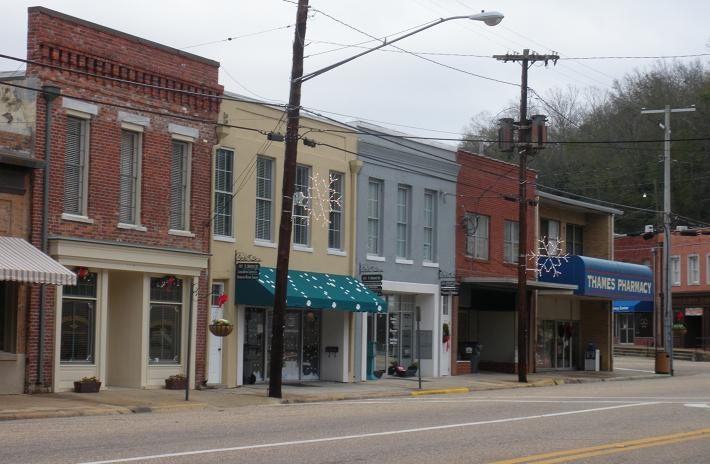

Wetumpka − miasto w południowo-wschodniej części Stanów Zjednoczonych, w Alabamie, stolica hrabstwa Elmore.

## Demografia
- Liczba ludności: 7218 (2023)[1]
- Gęstość zaludnienia: 244,6 os./km²
- Powierzchnia: 29,51 km²